# Palaemnema spinulata
Palaemnema spinulata är en trollsländeart som beskrevs av Donnelly 1992. Palaemnema spinulata ingår i släktet Palaemnema och familjen Platystictidae. IUCN kategoriserar arten globalt som otillräckligt studerad. Inga underarter finns listade i Catalogue of Life.